# Phragmatobia aichelei
Phragmatobia aichelei là một loài bướm đêm thuộc phân họ Arctiinae, họ Erebidae.